# Операция „Ке“
Операция „Ке“ от 14 януари до 7 февруари 1943 година на остров Гуадалканал, заключителен етап на Гуадалканалската операция на Югозападния тихоокеански театър на Втората световна война.
В нея Япония, след като се отказва от опитите си да си върне летището на Гуадалканал, организира масирана въздушна кампания, под чието прикритие успява да евакуира своя 11-хиляден контингент на острова. Операцията е успешна и настъпващите срещу японците сили на Съединените щати, Австралия и Нова Зеландия разбират за евакуацията два дни след нейния край.